# باندکووو-پودلاشه
باندکووو-پودلاشه (به لهستانی:  Bądkowo-Podlasie) یک روستا در لهستان است که در گمینا بروزنگ دوژه واقع شده‌است. باندکووو-پودلاشه ۳۷ نفر جمعیت دارد.